# Pałac w Krzeczynie Małym
Pałac w Krzeczynie Małym – zabytkowy pałac w Krzeczynie Małym – wsi w Polsce, w województwie dolnośląskim, w powiecie lubińskim, w gminie Lubin.

## Historia
Dwukondygnacyjny, barokowy pałac wybudowany w 1724 w miejscu starszej siedziby. Od frontu, na elewacji wschodniej, znajduje się kartusz nad portalem z herbami Ursuli von Schweinitz (L) i barona Jana von Sack (P) z datą 1724. Natomiast na elewacji parkowej (zachodniej) jest kartusz z herbami: Sophie von Liedlau (L) oraz jej męża von Schweinitz (P) z datą 1776. Na przestrzeni wieków miejscowość jak i pałac stanowiła własność wielu rodów: de Sar, von Schweinitz, von Niskisch-Rosenegk, von Harrach, von Ernst, von Manfred, de Nicolay. Obiekt jest częścią zespołu pałacowego, w skład którego wchodzą jeszcze: park, aleja lipowa, spichlerz, obora i gołębnik z XIX w.

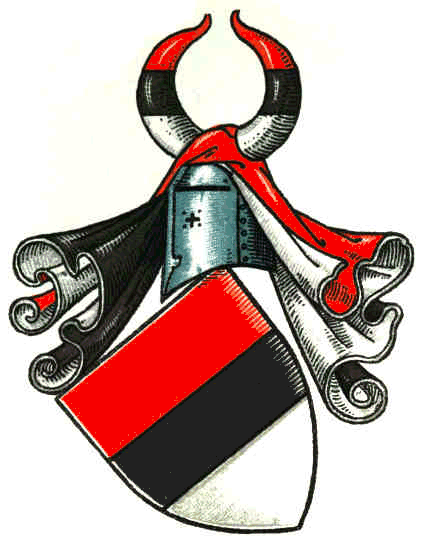
Herb von Schweinitz
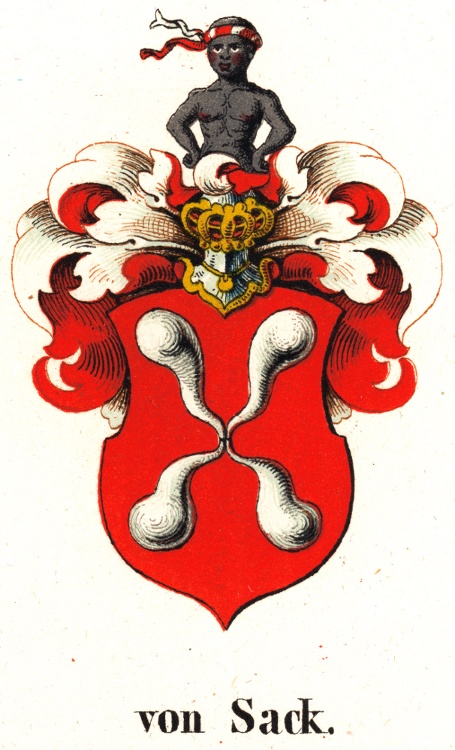
Herb von Sack
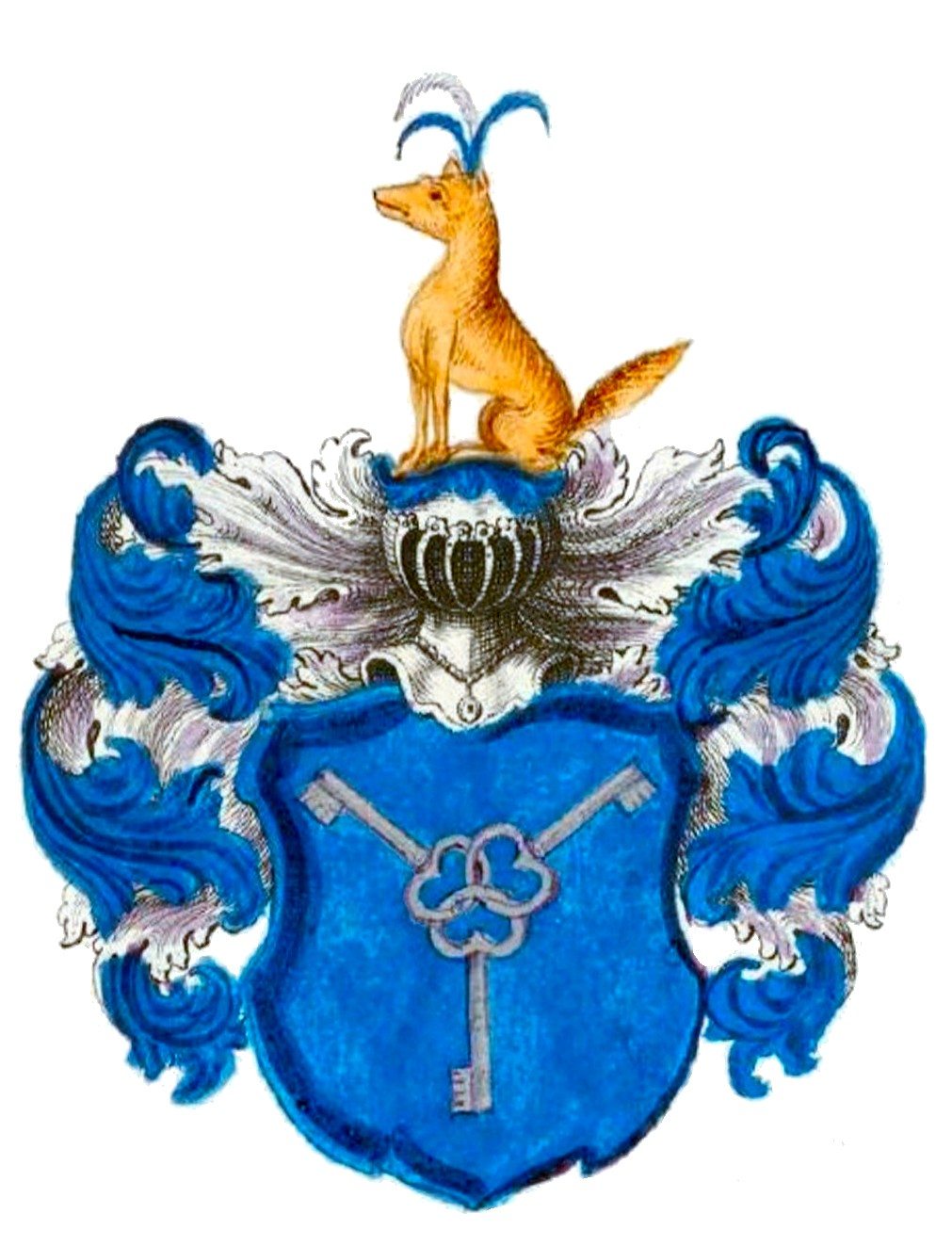
Herb von Liedlau